# صموئيل جونسون
صموئيل جونسون (بالإنجليزية: Sam Johnson)‏ (و. 1930 – م) هو سياسي، وضابط، من الولايات المتحدة الأمريكية، ولد في سان أنطونيو، تكساس، هو عضوٌ في الحزب الجمهوري.

## مناصب
تولى منصب عضو مجلس النواب الأمريكي (منذ 8 مايو 1991).

## التعليم
تعلم في جامعة ساوثرن ميثوديست.

## الخدمة العسكرية
خدم في القوات الجوية الأمريكية.

## جوائز
حصل على جوائز منها:
- صليب الطيران المتميز
- نوط الجو
- ستار سيلفر
- وسام القلب الأرجواني
- ميدالية النجمة البرونزية
- وسام الاستحقاق الأمريكي برتبة فيلق
- وسام الاستحقاق.